# Port de la Bonaigua
La Bonaigua, dita també port de la Bonaigua (en aranès era Bonaigua i pòrt dera Bonaigua), és una zona de pas entre muntanyes, a 2.076 metres d'altitud, limítrofa entre el Pallars Sobirà i la Vall d'Aran, que uneix els pobles de Salardú amb València d'Àneu. Administrativament pertany al municipi de l'Alt Àneu, a la Vall d'Àneu, Pallars Sobirà.
La Bonaigua fa de frontera entre un vessant i l'altre dels Pirineus: a ponent, la Vall d'Aran es troba al costat atlàntic de la serralada, mentre que a llevant, el riu de la vall de la Bonaigua desemboca a la Noguera Pallaresa i, per tant, pertany a la conca de l'Ebre, que desemboca a la Mediterrània. La seva gran alçada i el fet que actuï com a porta d'entrada per a les depressions atlàntiques cap al vessant sud dels Pirineus fa que tot sovint hi faci mal temps. A l'hivern, el port roman tancat força dies a causa de la gran acumulació de neu i el perill d'allaus que poden travessar la carretera des de les muntanyes properes.
Antigament, juntament amb el port de Viella, era un dels pocs passos de muntanya que permetien arribar a la Vall d'Aran, a peu i amb corrues d'animals i mercaderies. L'ermita i el refugi de la Mare de Déu de les Ares, al vessant pallarès, era un punt estratègic de descans i refugi, en casos de mal temps. Al començament del segle XX es va obrir un vial de terra, apte per al trànsit rodat, que amb el temps ha acabat per esdevenir part de la carretera C-28.
La primera línia elèctrica que travessà els Pirineus es construí el 1929, i connectava la central hidroelèctrica de Cledes, a la vall d'Aran, amb la subestació elèctrica de la Pobla de Segur a través del port de la Bonaigua.
Al costat aranès, l'any 1964, es va obrir l'estació d'esquí de Vaquèira-Beret, que ha anat creixent fins a l'actualitat, que es troben els seus remuntadors a ambdós costats del port i també al bell mig d'aquest pas. De fet, a més de la Vall d'Aran, l'estació també es troba a la Vall d'Àneu, després de l'ampliació del sector de la Bonaigua, que es va incorporar als existents Vaquèira i Beret.

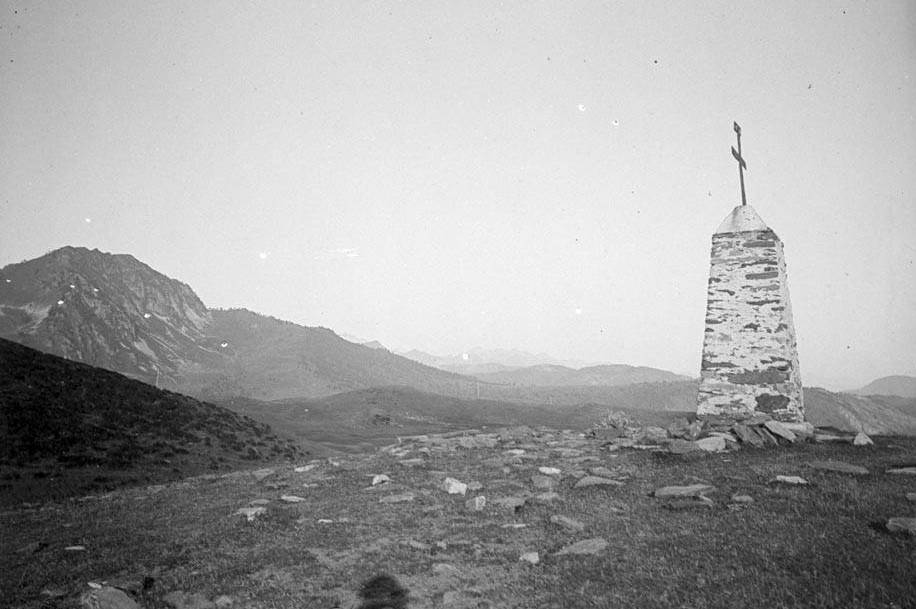
Fita al port de la Bonaigua (imatge del 1906)

Existeix la reivindicació perquè es construeixi un túnel a la Bonaigua per comunicar de manera més ràpida i segura el Pallars Sobirà i la Vall d'Aran. La principal opció consisteix en un túnel d'uns 5 km a una cota de 1700 m d'altitud. Una altra alternativa estudiada d'uns 5 km també a cota 1500 metres té el problema d'haver de construir una via de bones prestacions per la vall de Ruda i el riu de la Bonaigua, amb una afectació molt important dels espais PEIN. Malgrat tot, dins la política d'obres públiques no es tracta d'un projecte prioritari.

### Esport
El dia 15 de juliol del 2020 el corredor de muntanya català Abel Carretero, instal·lat a Vilamur, en el marc d'un repte personal, hi va pujar corrent per la carretera des de la localitat d'Esterri d'Àneu, resseguint l'antiga carretera abans que es fes la variant per fora de la població, completant tot el recorregut de pujada amb un temps total d'1 hora, 24 minuts i 58 segons.

### Climatologia
| Dades climàtiques a Port de la Bonaigua (2.266 msnm) | Dades climàtiques a Port de la Bonaigua (2.266 msnm) | Dades climàtiques a Port de la Bonaigua (2.266 msnm) | Dades climàtiques a Port de la Bonaigua (2.266 msnm) | Dades climàtiques a Port de la Bonaigua (2.266 msnm) | Dades climàtiques a Port de la Bonaigua (2.266 msnm) | Dades climàtiques a Port de la Bonaigua (2.266 msnm) | Dades climàtiques a Port de la Bonaigua (2.266 msnm) | Dades climàtiques a Port de la Bonaigua (2.266 msnm) | Dades climàtiques a Port de la Bonaigua (2.266 msnm) | Dades climàtiques a Port de la Bonaigua (2.266 msnm) | Dades climàtiques a Port de la Bonaigua (2.266 msnm) | Dades climàtiques a Port de la Bonaigua (2.266 msnm) | Dades climàtiques a Port de la Bonaigua (2.266 msnm) |
| Mes                                                  | gen                                                  | febr                                                 | març                                                 | abr                                                  | maig                                                 | juny                                                 | jul                                                  | ag                                                   | set                                                  | oct                                                  | nov                                                  | des                                                  | anual                                                |
| ---------------------------------------------------- | ---------------------------------------------------- | ---------------------------------------------------- | ---------------------------------------------------- | ---------------------------------------------------- | ---------------------------------------------------- | ---------------------------------------------------- | ---------------------------------------------------- | ---------------------------------------------------- | ---------------------------------------------------- | ---------------------------------------------------- | ---------------------------------------------------- | ---------------------------------------------------- | ---------------------------------------------------- |
| Màxima rècord °C (°F)                                | 13.2 (55.8)                                          | 10.9 (51.6)                                          | 13.0 (55.4)                                          | 15.7 (60.3)                                          | 19.7 (67.5)                                          | 23.0 (73.4)                                          | 24.3 (75.7)                                          | 25.2 (77.4)                                          | 19.7 (67.5)                                          | 17.5 (63.5)                                          | 17.9 (64.2)                                          | 13.0 (55.4)                                          | 25.2 (77.4)                                          |
| Màxima mitjana °C (°F)                               | 0.5 (32.9)                                           | −0.6 (30.9)                                          | 2.5 (36.5)                                           | 5.7 (42.3)                                           | 8.2 (46.8)                                           | 12.6 (54.7)                                          | 15.6 (60.1)                                          | 16.0 (60.8)                                          | 11.6 (52.9)                                          | 7.8 (46)                                             | 3.0 (37.4)                                           | 1.3 (34.3)                                           | 7.0 (44.6)                                           |
| Mitjana diària °C (°F)                               | −3.3 (26.1)                                          | −4.8 (23.4)                                          | −2.2 (28)                                            | 0.8 (33.4)                                           | 3.9 (39)                                             | 8.5 (47.3)                                           | 11.6 (52.9)                                          | 11.8 (53.2)                                          | 7.6 (45.7)                                           | 4.3 (39.7)                                           | −0.3 (31.5)                                          | −2.4 (27.7)                                          | 3.0 (37.4)                                           |
| Mínima mitjana °C (°F)                               | −6.7 (19.9)                                          | −8.2 (17.2)                                          | −5.7 (21.7)                                          | −2.7 (27.1)                                          | 0.2 (32.4)                                           | 4.8 (40.6)                                           | 6.3 (43.3)                                           | 7.8 (46)                                             | 4.3 (39.7)                                           | 1.1 (34)                                             | −3.2 (26.2)                                          | −4.2 (24.4)                                          | −0.5 (31.1)                                          |
| Mínima rècord °C (°F)                                | −18.8 (−1.8)                                         | −22.0 (−7.6)                                         | −18.7 (−1.7)                                         | −12.1 (10.2)                                         | −7.6 (18.3)                                          | −4.5 (23.9)                                          | −1.4 (29.5)                                          | −1.3 (29.7)                                          | −7.7 (18.1)                                          | −12.2 (10)                                           | −15.9 (3.4)                                          | −26.0 (−14.8)                                        | −26.0 (−14.8)                                        |
| Precipitació mitjana mm (polzades)                   | 74.5 (2.933)                                         | 90.5 (3.563)                                         | 106.3 (4.185)                                        | 127.4 (5.016)                                        | 134.9 (5.311)                                        | 109.0 (4.291)                                        | 87.5 (3.445)                                         | 75.3 (2.965)                                         | 74.6 (2.937)                                         | 103.9 (4.091)                                        | 147.3 (5.799)                                        | 63.9 (2.516)                                         | 1.204,8 (47,433)                                     |
| Neu mitjana cm (polzades)                            | 154.7 (60.91)                                        | 229.9 (90.51)                                        | 261.5 (102.95)                                       | 249.7 (98.31)                                        | 186.1 (73.27)                                        | 68.4 (26.93)                                         | 6.2 (2.44)                                           | 0 (0)                                                | 2.5 (0.98)                                           | 16.0 (6.3)                                           | 50.9 (20.04)                                         | 77.9 (30.67)                                         | 1.303,7 (513,27)                                     |
| Mitjana de dies de precipitació                      | 14.4                                                 | 14.8                                                 | 15.5                                                 | 17.5                                                 | 18.2                                                 | 15.1                                                 | 9.9                                                  | 11.0                                                 | 14.1                                                 | 12.5                                                 | 16.0                                                 | 14.3                                                 | 169.9                                                |
| Mitjana de dies de gelada                            | 28.9                                                 | 27.5                                                 | 29.1                                                 | 22.9                                                 | 15.6                                                 | 4.0                                                  | 0.6                                                  | 0.5                                                  | 4.2                                                  | 10.3                                                 | 21.3                                                 | 27.9                                                 | 193.1                                                |
| Humitat relativa mitjana (%)                         | 68.6                                                 | 75.6                                                 | 73.2                                                 | 79.1                                                 | 78.4                                                 | 74.1                                                 | 61.9                                                 | 68.0                                                 | 74.6                                                 | 73.5                                                 | 74.4                                                 | 66.6                                                 | 71.2                                                 |
| Mitjana mensual d'hores de sol                       | 69                                                   | 105                                                  | 157                                                  | 172                                                  | 207                                                  | 230                                                  | 212                                                  | 213                                                  | 162                                                  | 113                                                  | 73                                                   | 57                                                   | 1.770                                                |
| Font: Servei Meteorològic de Catalunya               |                                                      |                                                      |                                                      |                                                      |                                                      |                                                      |                                                      |                                                      |                                                      |                                                      |                                                      |                                                      |                                                      |